# Brujas de Oriente
Oriental  Witches (東洋の魔女 Tōyō no Majo?) o Brujas de Oriente es el apodo de Nichibo Kaizuka, un equipo de voleibol de la fábrica de Dai Nippon Spinning Co., Ltd. (más tarde, llamada Nichibo, y posteriormente, Unitika) en Kaizuka, Osaka, dado por los periodistas de los medios europeos cuando lograron 24 victorias consecutivas en 1961, contra otros equipos europeos.

## Historia
El 27 de noviembre de 1953, Dai Nippon Spinning Co., Ltd. (más tarde, Unitika) decidió establecer el equipo de voleibol femenino en su fábrica de Kaizuka, Osaka. Hirofumi Daimatsu se convirtió en el entrenador. El 15 de marzo de 1954, el equipo de voleibol femenino, comúnmente llamado "Nichibo Kaizuka", se estableció en la fábrica de Kaizuka, basado en el objetivo de Daimatsu, "Convertirse en el equipo número 1 en Japón en 2 años". En el momento de su creación, el equipo, que estaba formado en su mayoría por recién graduadas, sólo podía destacar en pequeños torneos y apenas lograba alcanzar el octavo puesto en las competiciones nacionales.
La práctica extenuante comenzó a dar sus frutos y en 1955 el equipo ganó su primera victoria en el Campeonato Corporativo de Voleibol Femenino de nueve jugadores de todo Japón y también ganó el Festival Nacional de Deportes de Japón. En total, el equipo ganó tres títulos.
En 1958, el equipo ganó en cinco torneos, algo que ningún equipo había podido lograr anteriormente. Daimatsu, que dominaba los torneos nacionales, volvió su mirada hacia el mundo, pero la diferencia entre el sistema de nueve jugadores y el de seis jugadores era significativa. Japón había estado adoptando el sistema de nueve jugadores. Por otro lado, las reglas internacionales exigían el sistema de seis jugadores. En 1958, Nichibo Kaizuka cambió del sistema de nueve personas al sistema de seis personas. El equipo aspiraba a participar en el Campeonato Mundial de Voleibol Femenino FIVB de 1960 y continuó practicando intensamente.
En el Campeonato Mundial de Voleibol Femenino FIVB de 1960, Japón ocupó el segundo lugar.
En el viaje a Europa en 1961, Nichibo Kaizuka ganó 24 victorias consecutivas contra otros equipos nacionales. Los medios europeos reconocieron su logro, describiendo al equipo como heroínas mundiales y dándole a Nichibo Kaizuka el apodo de "Brujas de Oriente". 
En el Campeonato Mundial de Voleibol Femenino FIVB de 1962, la atención se centró en cuán competitiva podría ser la selección nacional de Japón, que estaba compuesta por todas las jugadoras de Nichibo Kaizuka excepto dos contra la Unión Soviética.  Mediante el uso del kaiten reshību método de rotación en la cancha y recepción de la pelota, Japón obtuvo el primer lugar.
Después del Campeonato Mundial de Voleibol Femenino FIVB de 1962, el equipo viajó alrededor del mundo como recompensa por ganar. Como la mayoría de los miembros del equipo estaban en edad de casarse, ellos, incluido Daimatsu, estaban pensando en retirarse. 
El voleibol se convirtió en un evento oficial a partir de los Juegos Olímpicos de Verano de 1964. La Asociación de Voleibol de Japón pidió al equipo que continuara y los fanáticos enviaron a Hirofumi Daimatsu alrededor de 5.000 cartas pidiendo que el equipo continuara. La líder del equipo Masae Kasai tomó una decisión ya que faltaban dos años para los Juegos Olímpicos de Tokio 1964; con solo la frase "Sígueme" de Daimatsu, los miembros de Oriental Witches decidieron seguir jugando.
El 23 de octubre de 1964, Japón se enfrentó a la Unión Soviética en los Juegos Olímpicos de Tokio.  Japón ganó los dos sets sin problemas, pero la persistencia de la Unión Soviética continuó después de que Japón alcanzara el punto de partido. El locutor Bunya Suzuki repitió la frase "Punto de medalla de oro" seis veces. Al final, gracias a una falta de la Unión Soviética sobre la red, Japón ganó.
Los siguientes jugadores representaron a Japón en los Juegos Olímpicos de Tokio de 1964. 
- Jugadores que pertenecieron a Nichibo Kaizuka:

1. Masae Kasai
2. Emiko Miyamoto
3. Kinuko Tanida
4. Yuriko Handa
5. Yoshiko Matsumura
6. Sata Isobe
7. Katsumi Matsumura
8. Yoko Shinozaki
9. Setsuko Sasaki
10. Yuko Fujimoto

- Jugador que perteneció a Kurashiki Spinning :

1. Masako Kondo

- Jugador que perteneció a Yashica :

1. Ayano Shibuki

## Galería
|                    |
| Sata Isobe en 1964 |

|                        |
| Emiko Miyamoto en 1964 |

|                      |
| Yuriko Handa en 1964 |

|                                                                                   |
| Masae Kasai en el centro del podio como líder de equipo en las Olimpiadas de 1964 |

## Homenajes
En 2021, el director y escritor francés Julien Faraut realizó una película documental "Las brujas de Oriente". 